# 松島勇之介
松島 勇之介（まつしま ゆうのすけ、1996年11月17日 – ）は、日本の俳優。福岡県福岡市出身。福岡市を拠点に活躍する10神ACTORのメンバーであり、ガメニ兄弟（仮）、M4、M5、志ノ塾、180sといった派生ユニットに参加。2021年2月に10神ACTOR解散後、同年4月より東京へ活動拠点を移し、劇団番町ボーイズ☆へ加入。

## 人物
高校生の頃のスカウトをきっかけに芸能界へ。
- 趣味は音楽鑑賞、映画鑑賞[2]。
- 特技は野球、水泳[1]。

10神ACTOR所属時から様々な舞台へ出演し、劇団番町ボーイズ☆加入後は2.5次元舞台などに出演。
- 舞台俳優の佐藤信長 (俳優)より「楽屋の雰囲気をよくする俳優No.1」と肩書きをつけられた[3]。

## 出演

### 舞台
- 劇団番町ボーイズ☆
  - 第三回本公演 『HOME 〜魔女とブリキの勇者たち〜』（2015年11月、草月ホール） - 古山晃志郎 役
  - 第四回本公演 with 人狼TLPT S 『天下統一恋の乱 Love Ballade 〜序章〜』（2016年10月、全労済ホールスペース・ゼロ） - 前田利家 役[4]
  - 第10回本公演 『クローズZERO』（2017年11月 - 12月、CBGKシブゲキ!!） - 林田恵 役[5]
  - 結成10周年記念公演『蚕は桑の夢を見る』（2024年7月25日 - 8月4日、CBGKシブゲキ!!） - 神原一夜 / 神原幸四郎 役[6]
  - 第15回本公演『祈蛸異聞』（2025年10月〈予定〉、Mixalive TOKYO Theater Mixa） - 霧丸 役[7]
- 劇団TEAM-ODAC
  - 第20回本公演『saigoノbansan（2016）』（2016年3月、全労済ホール / スペース・ゼロ） - ゴリ 役[8]
  - 第24回本公演『BLACK10・改』（2017年7月、草月ホール） - 松浪平次 役
  - 第28回本公演『猫と犬と約束の燈』 （2018年2月、草月ホール） - 岩谷軍司役[9]
  - 第30回本公演『猫と犬と約束の燈2018-夏』（2018年7月、全労済ホール / スペース・ゼロ） - 廣瀬浩太 役
- 人狼 ザ・ライブプレイングシアター『#29:MISSION III The American Job』（2018年6月、全労済ホール / スペース・ゼロ） - ゲスト出演
- ハイパープロジェション演劇『ハイキュー!! 』 - 宮侑 役
  - “飛翔” （2019年11月 - 12月、TOKYO DOME CITY HALL / 大阪メルパルクホール / 多賀城市民会館大ホール / 日本青年館ホール） [10]
  - "最強の挑戦者（チャレンジャー）"（2020年3月 - 5月、TOKYO DOME CITY HALL / あましんアルカイックホール / 多賀城市民会館大ホール /久留米シティプラザ ザ・グランドホール / 大阪メルパルクホール ） [11][12][13][14]
  - "頂の景色・2"（2021年3月 - 5月、TOKYO DOME CITY HALL / 多賀城市民会館大ホール / 梅田芸術劇場 シアター・ドラマシティ / あましんアルカイックホール / 北九州ソレイユホール）[15]
- 富豪刑事Balance:UNLIMITED THE STAGE（2020年10月、品川プリンスホテル クラブeX） - 亀井新之助 役[16]
- ミュージカル『新テニスの王子様』 - 大和祐大 役
  - The First Stage（2020年12月 - 2021年2月、日本青年館ホール / 大阪メルパルクホール）[17]
  - Revolution Live 2022（2022年10月6日 - 10日、幕張メッセ 幕張イベントホール）[18]
- 遠慮ガチナ殺人鬼（2021年6月、シアターグリーン BIG TREE THEATER） - 西原和哉 役[19]
- 信長の野望・大志 〜最終章〜 群雄割拠 関ヶ原（2021年7月、かめありリリオホール） - 真田幸村 役[20]
- 演劇調異譚『xxxHOLiC』 - 百目鬼静 役
  - 演劇調異譚『xxxHOLiC』（2021年9月 - 10月、天王洲 銀河劇場 / 京都劇場）[21]
  - 演劇調異譚『xxxHOLiC』-續-（2023年4月、天王洲 銀河劇場）[22]
  - 演劇調異譚『xxxHOLiC』-續・再-（2025年1月 - 2月、シアターH / SkyシアターMBS）[23]
- トキワ荘のアオハル（2021年11月、東京芸術劇場プレイハウス）[24]
- PERSONA5 The Stage #3（2021年12月、メルパルクホール大阪 / KT Zepp Yokohama） - 喜多川祐介 役[25]
- ミュージカル『刀剣乱舞』 - 大包平 役
  - 江水散花雪（）（2022年1月 - 3月、アイプラザ豊橋 / COOL JAPAN PARK OSAKA ＷＷホール / TOKYO DOME CITY HALL）[26]
  - 真剣乱舞祭2022（2022年5月 - 6月、サンドーム福井 / 日本ガイシホール / 大阪城ホール / セキスイハイムスーパーアリーナ〈グランディ・21〉 / 西日本総合展示場 新館 / 広島グリーンアリーナ / 幕張メッセ イベントホール / 国立代々木競技場 第一体育館）[27]
  - ㊇ 乱舞野外祭（）（2023年9月17日 - 24日、富士急ハイランド・コニファーフォレスト）[28]
  - 陸奥一蓮（2024年3月10日 - 24日、TOKYO DOME CITY HALL / 3月30日 - 4月14日、箕面市立文化芸能劇場 大ホール / 4月26日 - 5月6日、TOKYO DOME CITY HALL）[29]
  - 目出度歌誉花舞 十周年祝賀祭（2025年7月29日・30日、東京ドーム）[30]
- 舞台『プロパガンダゲーム』（2022年8月11日 - 28日、サンモールスタジオ） - 後藤正志 役[31]
- 朗読劇『青空』（2022年11月5日、博品館劇場） - 小太郎 役[32]
- ちびまる子ちゃん THE STAGE『はいすくーるでいず』（2022年12月15日 - 25日、天王洲 銀河劇場） - 浜崎のりたか（はまじ）役[33]
- ハイブリッド・イマーシブシアター『同窓会〜優しくて残酷な彼を偲んで〜』（2023年1月11日 - 15日、マリーグラン赤坂） - 真島かなた 役[34]
- 舞台 地獄楽（2023年2月16日 - 26日、ヒューリックホール東京） - 亜左 弔兵衛 役[35]
- 舞台『Arcana Shadow』（2023年7月1日 - 9日、サンシャイン劇場） - 安倍晴明 役[36]
- アドレナリンの夜（2023年10月1日、東京建物 Brillia HALL）[37]
- Grave Keepers（2023年11月、Mixalive TOKYO Theater Mixa） - ジョージ・グレイブ 役[38]
- 演劇ドラフトグランプリ 2023（2023年12月5日、日本武道館） - 劇団「びゅー」 / アマテラス 役[39]
  - 演劇ドラフトグランプリ THE FINAL（2024年12月10日、日本武道館）[40]
- MASAMI SYSTEM VOL.2 松島勇之介のヒトリブタイ『喝采』（2023年12月15日・16日、雷5656会館 ときわホール）[41]
- Butlers' 歌劇『悪魔執事と黒い猫』〜薔薇薫る舞踏会編〜（2024年6月7日 - 16日、IMM THEATER） - ハウレス・クリフォード 役[42]
- 『ワールドトリガー the Stage』B級ランク戦最終決戦編（2025年4月12日 - 20日、日本青年館ホール / 4月24日 - 27日、COOL JAPAN PARK OSAKA WWホール / 5月2日 - 11日、シアターH） - 弓場拓磨 役[43]
- 宮下貴浩×私オム プロデュース第9回公演 舞台『霧』（2025年6月4日 - 15日、シアターサンモール）[44]

### テレビドラマ
- 『マネーの天使〜あなたのお金、取り戻します!〜』最終話（2016年3月24日、読売テレビ）
- 10神スパイ大作戦 コードバリカタ（2018年12月 - 2019年3月、福岡放送）[45]

### ライブ
- ONE SONG LIVE 2023（2023年12月8日、ヒューリックホール東京）[46]
- ONE SONG LIVE 2024 -RE LOAD-（2024年12月9日、Zepp DiverCity）

### イベント
- 菊池さんちの修司くん、25歳になったってよ!〜ぼくは負けない!エンタメで笑顔になろうよ!2020〜（2020年10月31日、時事通信ホール）[注 1]
- 菊池さんちの修司くん、26歳になったってよ！〜今年は大好きなみんなに祝ってもらう！〜（2021年10月31日、TOKYO FM HALL）[注 2]
- バースデーイベント
  - 松島勇之介 25th Birthday Event〜あの日あの時産まれて四半世紀が経ちました〜（2021年11月21日、TOKYO FM HALL）
  - 松島勇之介 26th Birthday Event〜最近筋肉痛が遅れてきます〜 （2022年11月13日、朝日生命ホール / 11月27日、浜離宮朝日ホール・小ホール）
  - 松島勇之介 27th Birthday Event～今年のプレゼントは肩幅が欲しいです～（2023年11月26日、品川ザ・グランドホール / 12月2日、心斎橋PARCO 14F SPACE14）
  - 松島勇之介 28th Birthday Event～最近大人っぽいって言われなくなったのは何でだろう…28歳になりました!!!～（2024年12月8日、新都市ホール / 12月15日、朝日生命ホール）
- 劇団番町ボーイズ☆
  - 劇団番町ボーイズ☆全員集合！2021年もありがとうLIVE（2021年12月6日、新宿BLAZE）
  - 劇団番町ボーイズ☆全員集合！2022年感謝祭LIVE（2022年12月27日、大手町三井ホール）
  - 劇団番町ボーイズ☆メモリアルイベント－X－（2023年3月27日、ヒューリックホール東京）
  - 劇団番町ボーイズ☆LIVE 2023～今年もみんなで騒いじゃお！～（2023年12月17日、品川ザ・グランドホール）
  - 劇団番町ボーイズ☆LIVE 2024～10周年、みんなでワイワイ締めくくろ!～（2024年12月30日、I’M A SHOW）
- We Loveテニミュ！20th Anniversary「テニミュ春の上映祭」（2023年5月10日、Mixalive TOKYO Theater Mixa）[注 3]
- 武本悠佑 25th Birthday Event（2023年5月20日、大阪A&Hホール）[注 4]
- OTOKOMAE フェス（2024年1月16日、国立代々木競技場 第一体育館）※ Grave Keepersとして出演

### 配信番組
- パンとマッチ棒（2019年8月26日 - 2021年2月24日、SHOWROOM）[47]
- 菊池修司と松島勇之介のゆうゆうくらぶ MY BEST FRIEND（2021年4月26日 - 、ON STAGE）[48]
- 松島勇之介の六畳一間（2022年1月14日 - 、OPENREC.tv）[49]
- ONE SONG -僕らを繋げた音-（2023年10月21日 - 11月11日、Hulu）[46]

## 書籍

### 写真集
- メンズビジュアルムック A-VOICE 松島勇之介（2021年5月21日、講談社）[50]ISBN 978-4-06-523088-6
- 松島勇之介1st写真集「トワイライト」（2024年5月10日、東京ニュース通信社）ISBN 978-4867018309